# C'est encore loin l'Alaska...
C'est encore loin l'Alaska... est un livre écrit par Nicolas Vanier, célèbre explorateur, écrivain et réalisateur français, paru en 2000 chez Albin Michel.